# Patrick Allen (actor)
John Keith Patrick Allen (17 de marzo de 1927-28 de julio de 2006) fue un actor británico.

## Biografía
Allen nació en Niasalandia (actual Malaui), donde su padre cultivaba tabaco. Tras volver sus padres al Reino Unido, Allen hubo de ser trasladado a Canadá al declararse la Segunda Guerra Mundial. Allí estudió en la Universidad McGill en Montreal. Consiguió experiencia como locutor en una radio local, y actuó en televisión en piezas teatrales y documentales antes de su retorno al Reino Unido en 1953. 
Tras su vuelta, debutó en el cine con el film de Alfred Hitchcock Dial M for a Murder (1954). Posteriormente hizo papeles como actor de carácter en muchas películas, incluyendo Night Creatures, The Wild Geese, The Sea Wolves y Who Dares Wins. Fue también primer actor en la serie de aventuras Crane. Así mismo, intervino en The Survivors, una serie de la BBC. 
Trabajó con regularidad en series de ITC Entertainment durante la década de 1960 e inicios de la de 1970, incluyéndose entre ellas The Baron, The Champions y UFO, aunque nunca tuvo un papel ininterrumpido en las mismas. 
Allen también actuó con la Royal Shakespeare Company en numerosos papeles, además de en producciones de la BBC.

## Actor de voz
La personal y autoritaria voz de Allen se hizo famosa en el Reino Unido, incluso entre aquellos que no le reconocían como actor. Fue el narrador de la serie gubernamental Protect and Survive, formada por vídeos educativos en los años setenta. 
También dio voz a las obras cómicas de los humoristas Vic and Bob Vic Reeves Big Night Out, The Smell of Reeves and Mortimer y Shooting Stars, y actuó y dio voz en numerosos comerciales, entre ellos para Barratt Homes y para el Ford Sierra. Gracias a este trabajo, desarrolló una empresa propia dedicada a la grabación y a la  voz en off.
También fue el narrador de la primera de las series de La Víbora Negra, y actuó en el último episodio de la misma,  'The Black Seal', en el papel del archienemigo de Edmund, Felipe de Borgoña – conocido entre sus enemigos como 'El Halcón'.
Además fue el narrador (la voz de Capitán Star) en la serie infantil de 1989 TUGS. Allen no aparecía en los créditos, lo cual se supo más adelante durante una entrevista con el productor del show Robert D. Cardona.
Patrick Allen falleció el 28 de julio de 2006, en Londres, Inglaterra.  Había estado casado con la actriz Sarah Lawson, con la que tuvo dos hijos, Stephen y Stuart.